# Bayerisches Ingenieurgesetz
Das Bayerische Ingenieurgesetz (BayIngG) ist der zentrale Schutz der Berufsbezeichnung „Ingenieur“ und „Ingenieurin“ in Bayern. Es regelt, welche Bedingungen erfüllt sein müssen, um die genannte Berufsbezeichnung führen zu dürfen.
Laut dem Ingenieurgesetz darf sich Ingenieur oder Ingenieurin nennen, wer ein mindestens dreijähriges technisches oder naturwissenschaftliches Studium an einer Hochschule mit Promotionsrecht, Fachhochschule oder rechtlich gleichgestellten privaten Ingenieurschule mit Erfolg abgeschlossen hat. Auch der Betriebsführerlehrgang einer deutschen staatlich anerkannten Bergschule berechtigt zum Führen der Berufsbezeichnung „Ingenieur“.
Frauen, denen das Führen der männlichen Berufsbezeichnung erlaubt worden ist, sind berechtigt, die Berufsbezeichnung auch in der weiblichen Form zu führen.
Auf Grundlage der konkurrierenden Gesetzgebung haben die deutschen Bundesländer jeweils ein eigenes Ingenieurgesetz erlassen.

## Regelungen
Das Gesetz enthält unter anderem Regelungen
- zum Führen der Berufsbezeichnung „Ingenieur“
- Genehmigungsverfahren zum Führen der Berufsbezeichnung „Ingenieur“ bei erteilten Abschlusszeugnissen ausländischer Hochschulen
- zum Umgang mit akademischen Graden, die nicht die Bezeichnung Diplom tragen.
- über das zu erteilende Bußgeld gegen Personen, die sich widerrechtlich als ‚Ingenieur‘ bezeichnen.